# Note de la rédaction
Une note de la rédaction est, dans la presse écrite, une note qu'une personne insère au sein d'un texte dont elle n'est pas l'auteur. Cette portion est alors placée en incise, suivie ou précédée du sigle N.D.L.R., NDLR ou ndlr, le tout séparé du texte original par des parenthèses ou des crochets. Le sigle « N.D.L.R. » est parfois utilisé dans des publications qui ne sont pas des journaux (livres ou ouvrages scientifiques, en marge ou en note), en incise d'une citation d'un autre auteur qui est nommé à la fin de la citation ; ce même sigle peut alors se comprendre plutôt comme : "Note Du Lecteur-Rédacteur".
Ce complément peut être d'ordre factuel, ou tenir de l'opinion. Il peut provenir :
- de la rédaction en chef du journal qui publie un texte, mais souhaite émettre un point de vue différent, par exemple dans un article écrit par l'un de ses journalistes, un éditorial, le courrier d'un lecteur, un droit de réponse ;
- d'un journaliste qui signale ainsi qu'il reprend la parole au sein de propos qu'il rapporte dans son article : courte citation ou interview in extenso.

Le sigle « N.D.L.R. » doit apparaître en capitales, avec des points entre chaque lettre.
Il est possible également de mentionner N.D.R. pour « Note Du Rédacteur ».
Dans la première formule de Libération, il y avait des « notes de la claviste » (NDLC), par lesquelles les opératrices de saisie avaient la possibilité de faire connaître leur avis sur des passages des articles qu'elles tapaient.